# Nefertkau I
Nefertkau I je bila princeza (možda i kraljica) staroga Egipta. Živela je u 4. dinastiji. Njezino je poreklo zabileženo na natpisu na njezinoj mastabi (grobnici) G 7060 u Gizi:
Ne zna se ko je bio Nefertkauin muž, ali je to možda bio njen polubrat Keops. Nefertkau je umrla tokom vladavine svog nećaka Kefrena. 